# 이강훈
이강훈(李康勳, 1903년 6월 13일 ~ 2003년 11월 12일)은 대한민국의 독립운동가, 사회운동가이다. 본관은 전주, 호는 청뢰(靑雷)이다.

## 생애
광무 7년(서기 1903년) 강원도 철원에서 출생 후, 1919년 3.1 운동 이후 중국 상하이로 건너가, 1920년 대한민국 임시정부 국무총리실에서 비서로 근무하였다. 1921년 북간도 연길도립사범학교에서 수학했고, 1925년 신민부에 가담해 활동했다. 1926년 김좌진의 지시로 안도현 3인방에 있는 신창학교에 재직하고, 신민부 산하의 각급 학교에서 후진양성에 힘썼으며, 1929년 한족총연합회에 가담하여 같은 해 12월 해림에서 북만민립중학기성회를 개최하고, 이지산 / 김야운 / 김유성 등과 함께 집행위원으로서 민립중학을 설립하여, 한인청년에게 민족정신을 고취하는데 힘썼다.
1932년 다시 상하이로 가서 남화한인청년연맹에 가담한 뒤, 1933년 3월 남화한인청년연맹의 행동단체인 흑색공포단을 조직해, 백정기와 함께 중국을 방문한 주중일본공사 아리요시(有吉明)를 암살하려다 체포되었고, 일본으로 압송되어, 1933년 11월 나가사키 지방 재판소에서, 징역 15년 형을 선고받고 복역했다. 1945년 8·15 광복이 되자 출옥한 뒤, 재일한국거류민단 부단장을 지내고, 1960년 귀국하여 한국사회당 총무위원으로 활동했다. 1961년 5·16군사정변 때 혁신계 정당 간부로 활동하다가 투옥되어, 1963년 석방됐고, 1969년 독립운동사 편찬위원 / 1977년 독립유공자 공적심의위원 / 1988년 광복회 회장을 역임했다.

## 상훈
- 대한민국 정부로부터, 1977년 건국훈장 독립장을 받았다.

## 저서
- 《독립운동대사전》
- 《대한민국임시정부사》
- 《마적과 왜적》
- 《무장독립운동사》
- 《민족해방운동과 나》
- 《청사에 빛난 선열들》
- 《항일독립운동사》
- 《해외독립운동사》

## 같이 보기
- 김좌진
- 남화한인청년연맹
- 대한민국 임시정부
- 백정기
- 신민부
- 한족총연합회
- 흑색공포단

## 참고자료
- 대한민국의 독립유공자 - 이강훈